# Mester Éva
Mester Éva (Pécs, 1947–) Okleveles üvegművész, műemlékvédelmi szakértő, színdinamikai szakértő, a Magyar Restaurátor Kamara tagja.

## Élete
Mester Éva 1966-ban a Pécsi Művészeti Gimnáziumban érettségizett, díszítőfestő szakvizsgát tett. 1973-ban megszerezte diplomáját az Iparművészeti Főiskola üvegszakán. 1981-ben oklevelet kap az Iparművészeti Főiskola mesterképzőjén. 1988-tól részt vesz a Műcsarnok "Játssz velünk !" oktatási programjában. 1973 és 1984 között Országos Szakipari Vállalat (OSZV) üvegfestő műtermében iparművész, ettől kezdve már önállóan, saját műtermében nagyméretű murális üvegmunkákon dolgozik, ólmozott, festett üvegablakokat készít. 1972 óta rendszeresen kiállít itthon és külföldön. 1994-ben a Budapesti Műszaki Egyetem Építészmérnöki Karán kitüntetéses műemlékvédelmi szakértői diplomát, 1999-ben pedig ugyanott kitüntetéses színdinamikai és színszakértői diplomát szerez.

## Díjai
- Ferenczy Noémi-díj (2011)